# NGC 2773
NGC 2773 (другие обозначения — UGC 4815, MCG 1-24-4, ZWG 34.5, NPM1G +07.0175, IRAS09070+0722, PGC 25825) — линзовидная или спиральная галактика в созвездии Рака. Открыта Альбертом Мартом в 1864 году.
Галактика находится на небе вблизи NGC 2775 и 2777 и в прошлом считалось, что они в одной группе, но лучевая скорость NGC 2773 сильно отличается от скоростей остальных двух галактик, так что с ними NGC 2773 не связана.
Этот объект входит в число перечисленных в оригинальной редакции «Нового общего каталога».